# Хейс (река, Нунавут)
Хейс (на английски: Hayes River) е река в северна Канада, територия Нунавут, десен приток на река Бак. Дължината ѝ от 335 km ѝ отрежда 109-о място сред реките на Канада.
Река Хейс извира на 67 км северозападно от залива Уейджър (в най-северозападната част на Хъдсъновия залив). В началото тече на север, след това на северозапад, а последните 70 км на югозапад. Влива се отдясно в река Бак, на 16 км преди устието ѝ в залива Чантри на Северния ледовит океан.
Площта на водосборния басейн на реката е 18 100 km2, който представлява 17% от площта на водосборния басейн на река Бак. Реката получава три по-големи притока – два отляво и един отдясно.
Многогодишният среден дебит на река Хейс в устието ѝ е 120 m3/s. Максималният отток е през юни-юли, а минималният е през февруари-март. Подхранването на реката е предимно снегово. От октомври до май реката е скована от ледена покривка.
През 1860-те години реката е кръстена в чест на Айзък Израел Хейс, американски полярен изследовател, предприел и същевременно спонсорирал още две американски експедиции за търсене останките на изчезналата експедиция на английския полярен изследовател Джон Франклин.